# Финал Кубка Англии по футболу 1953
Финал Кубка Англии по футболу 1953 года, также известный как Финал Мэтьюза (англ. Matthews Final) стал восьмым финалом Кубка Англии, проведённым на «Уэмбли» после окончания Второй мировой войны и 72-м финалом этого турнира с момента его основания. В этом футбольном матче встретились английские клубы «Блэкпул» и «Болтон Уондерерс». Победу со счётом 4:3 одержал «Блэкпул». Матч получил собственное название и широкую известность благодаря выступлению в нём вингера «Блэкпула» Стэнли Мэтьюза. Также это единственный финал Кубка Англии на «Уэмбли», в котором был сделан хет-трик (три гола в матче забил Стэн Мортенсен). «Блэкпул» сыграл в третьем финале Кубка Англии в течение шести лет, уступив до этого в финалах 1948 и 1951 годов.
Это был первый футбольный матч, который посетила Королева Великобритании Елизавета II. В феврале 2010 года бутсы, которые на этот матч надевал Стэнли Мэтьюз, были проданы на аукционе Bonhams в Честере за £38 400.

## Обзор матча
Нэт Лофтхаус забил гол уже на 75-й секунде матча. На 35-й минуте Мортенсен сравнял счёт, но уже спустя четыре минуты «Болтон» вновь вышел вперёд благодаря голу Вилли Мойра с передачи Бобби Лангтона. На перерыв команды ушли при счёте 2:1. После перерыва «Болтон» смог забить ещё один гол: играющий несмотря на травму подколенного сухожилия Эрик Белл ударом головой забил в ворота Джорджа Фарма. «Блэкпул» проигрывал со счётом 1:3. Однако после этого активизировался Стэнли Мэтьюз, совершая опасные атакующие проходы. На 68-й минуте он прострелил с правого фланга, а его прострел замкнул Мортенсен. На 89-й минуте Мортенсен забил прямым ударом со штрафного, завершив свой хет-трик в матче. Затем, уже в добавленное время, Мэтьюз вновь навесил с правого фланга, а Билл Перри замкнул передачу, установив в матче окончательный счёт: 4:3 в пользу «Блэкпула».
Стэнли Мэтьюз, наконец, выиграл Кубок Англии (после двух предыдущих неудачных попыток), а сам матч впоследствии стал известен как «Финал Мэтьюза», хотя сам Мэтьюз не одобрял подобное название, указывая на то, что это была командная победа и особо отмечая вклад Стэна Мортенсена.
После финального свистка «Блэкпулу» аплодировали даже футболисты побеждённого «Болтона», включая Нэта Лофтхауса, который забивал во всех раундах Кубка Англии сезона 1952/53, включая финальный матч, но упустивший победу.

## Отчёт о матче
| Блэкпул                               | 4:3     | Болтон Уондерерс                    |
| ------------------------------------- | ------- | ----------------------------------- |
| - Мортенсен 35′ 68′ 89′ - Перри 90+2′ | (отчёт) | - Лофтхаус 2′ - Мойр 39′ - Белл 55′ |

| Блэкпул | Болтон Уондерерс |

| Блэкпул:        |    |                    |
|                 |    |                    |
| GK              | 1  | Джордж Фарм        |
| RB              | 2  | Эдди Шимуэлл       |
| LB              | 3  | Томми Гарретт      |
| RH              | 4  | Юан Фентон         |
| CH              | 5  | Гарри Джонстон (к) |
| LH              | 6  | Сирил Робинсон     |
| OR              | 7  | Стэнли Мэтьюз      |
| IR              | 8  | Эрни Тейлор        |
| CF              | 9  | Стэн Мортенсен     |
| IL              | 10 | Джеки Мьюди        |
| OL              | 11 | Билл Перри         |
| Главный тренер: |    |                    |
| Джо Смит        |    |                    |

|                 |    |                  |  |
|                 |    |                  |  |
| GK              | 1  | Стэн Хэнсон      |  |
| RB              | 2  | Джон Болл        |  |
| LB              | 3  | Ральф Бэнкс      |  |
| RH              | 4  | Джонни Уилер     |  |
| CH              | 5  | Малкольм Баррэсс |  |
| LH              | 6  | Эрик Белл        |  |
| OR              | 7  | Дуг Холден       |  |
| IR              | 8  | Вилли Мойр (к)   |  |
| CF              | 9  | Нэт Лофтхаус     |  |
| IL              | 10 | Гарольд Хассалл  |  |
| OL              | 11 | Бобби Лангтон    |  |
| Главный тренер: |    |                  |  |
| Билл Риддинг    |    |                  |  |